# Slovakien i olympiska vinterspelen 2014
Slovakien deltog i de olympiska vinterspelen 2014 i Sotji, Ryssland, med en trupp på 63 atleter fördelat på 9 sporter.

## Medaljörer
| Medalj | Namn               | Sport      | Gren            |
| ------ | ------------------ | ---------- | --------------- |
| Guld   | Anastasija Kuzmina | Skidskytte | Damernas sprint |